# Heinrich Rettig (Architekt)
Heinrich Rettig (* 23. Juni 1900 in Speyer; † 20. April 1974 in Dresden) war ein deutscher Architekt und Hochschullehrer.

## Leben
Rettig studierte von 1919 bis 1922 an der Technischen Hochschule Darmstadt und von 1923 bis 1925 an der Technischen Hochschule Stuttgart, dort unter anderen bei Paul Bonatz und Paul Schmitthenner. Nach dem Studium begann er bei Richard Riemerschmid in Köln zu arbeiten und wurde 1927 am städtischen Hochbauamt in Köln angestellt, wo er bis 1930 blieb. In Köln war er am Entwurf des Neubaus der Universität unter Baudirektor Adolf Abel beteiligt.
Er folgte Abel 1930 nach München, wo er an der Technischen Hochschule München als sein Assistent eingestellt wurde. Ab 1934 arbeitete Rettig als freischaffender Architekt unter anderem in München und Pasing, wo er zusammen mit Friedrich Lämmle und Heinrich Volbehr das Pasinger Rathaus, den ersten kommunalen Neubau im Großraum München, entwarf. Die Grundsteinlegung erfolgte am 19. Juli 1936, die Einweihung fand im folgenden Jahr statt.
Am 30. Juni 1937 beantragte er die Aufnahme in die NSDAP und wurde rückwirkend zum 1. Mai desselben Jahres aufgenommen (Mitgliedsnummer 4.692.992). Ebenfalls 1937 wurde er auch SA-Mitglied.
Heinrich Rettig ging 1942 an die Technische Hochschule Dresden, wo er 1943 zum ordentlichen Professor für Werklehre, Gebäudelehre und Entwerfen von Hochbauten ernannt wurde. Auch nach Kriegsende war Rettig als freischaffender Architekt tätig, trat 1946 in die SED ein und übernahm 1948 die Professorenstelle für Werklehre und Baugestaltung an der Weimarer Hochschule für Bildende Kunst. Von 1949 bis 1965 wirkte Rettig als Professor für Baukonstruktionen und Entwerfen erneut an der Technischen Hochschule Dresden, wo er mit anderen Architekten zahlreiche Neubauten wie den Barkhausen-Bau oder den Willers-Bau entwarf. Neben Gerhard Hempel und Wolfgang Rauda gehörte Rettig zu den eher konservativen Professoren der Abteilung Architektur der Dresdner Hochschule, die sich gegen die staatlichen Bestrebungen der Einflussnahme auf Lehre und Forschung stellten. 1966 wurde dem inzwischen emeritierten Rettig die Heinrich-Tessenow-Medaille verliehen, 1970 die erstmals vergebenen Schinkel-Medaille in Gold.

## Werk

### Bauten

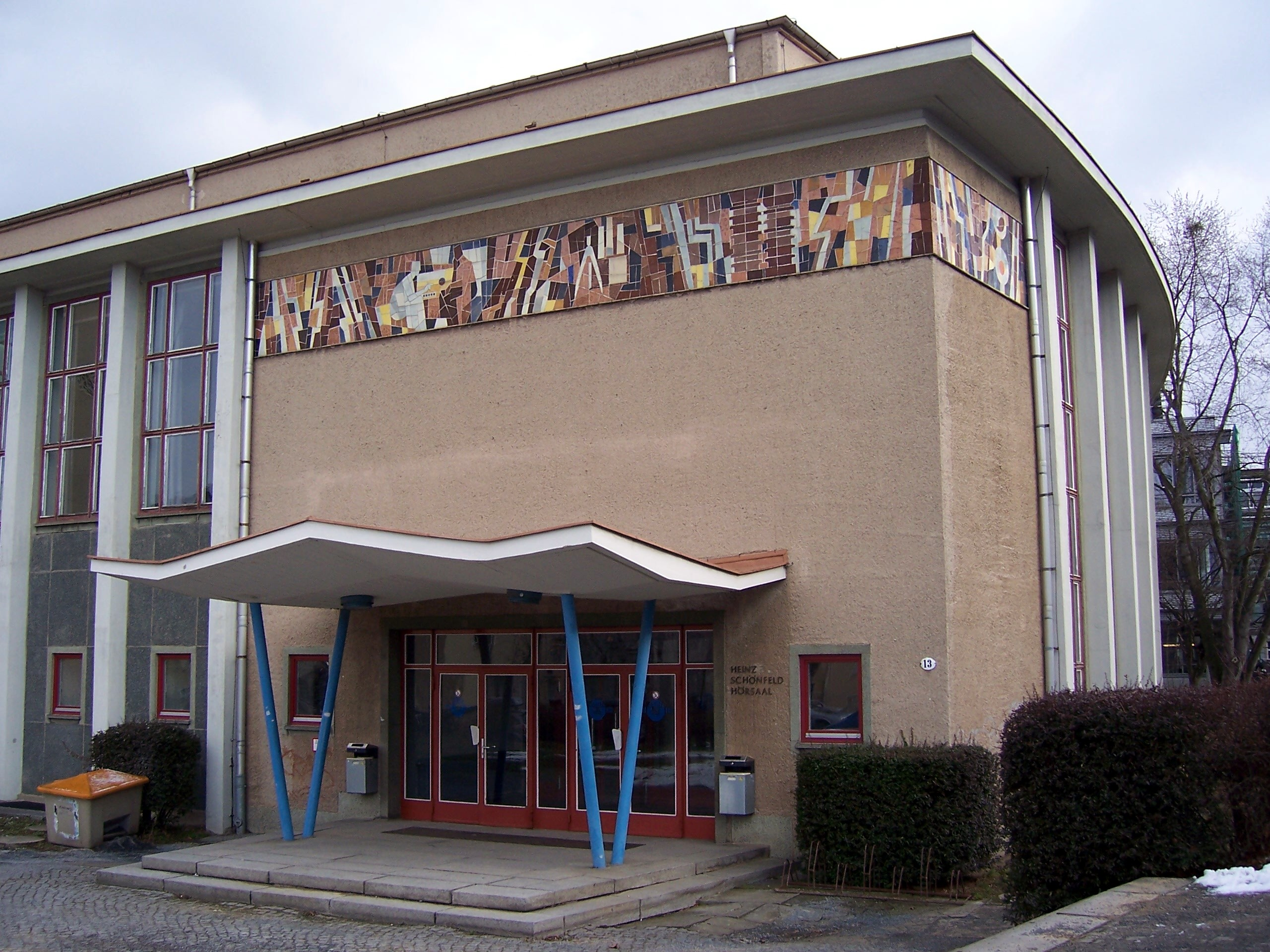
Barkhausen-Bau der Technischen Universität Dresden, Eingang zum Heinz-Schönfeld-Hörsaal

- 1940–1941: Hitlerbauten an der Keplerstraße in Linz (Teil der Bachlfeldsiedlung)[5]
- 1950–1961: Barkhausen-Bau der Technischen Hochschule Dresden
- 1950–1955: Willers-Bau der Technischen Hochschule Dresden
- 1952–1955: Studentenwohnheime Zellescher Weg in Dresden
- 1953: Gebäude der Arbeiter-und-Bauern-Fakultät am Weberplatz in Dresden
- 1953–1955: Trefftz-Bau der Technischen Hochschule Dresden (mit Walter Henn)
- 1953–1956: POS „Walter Ulbricht“ in Zwickau (erster Schulneubau der DDR)
- 1956: Wiederaufbau der Hofgärtnerei zur Nutzung durch die reformierte Kirchgemeinde in Dresden (ersetzte deren vorherigen Kirchbau)
- 1960–1963: Studentenwohnheime St. Petersburger Straße in Dresden (mit Manfred Gruber und Rolf Ermisch)
- 1961: Toepler-Bau der Technischen Hochschule Dresden
- 1962–1964: Hochhäuser Freiberger Straße 2–8 in Dresden

### Schriften
- Die Türen der Kleinwohnung. 1947.
- Die Fenster der Kleinwohnung. 1947.
- Holzfenster. Verbesserung der Konstruktion und der Fertigung der Beschläge und der Getriebe. 1952.
- Baukunst und Massenfertigung. 1954.
- Verlauf und Grenzen der Kostensenkung bei verschiedenen Bauteilen des Roh- und Ausbaus durch Normung und Massenfertigung. 1954.
- Ersparnisse und Verbesserungen durch eine Entflechtung der Bauarbeiten. 1954.
- Sparsame Schulbauten. 1955.
- Tabellen für das Bauwesen. 1958.

## Auszeichnungen
- 1966: Heinrich-Tessenow-Medaille